# Jagdverband 44
Der Jagdverband 44 (JV 44) war eine Jagdfliegereinheit der deutschen Luftwaffe im Zweiten Weltkrieg. Obwohl der JV 44 nie über mehr als 12 einsatzfähige Flugzeuge verfügte und trotz seiner kurzen Einsatzzeit von Februar bis April 1945 erlangte der von Adolf Galland aufgestellte Verband einen hohen Bekanntheitsgrad als sogenannte Experteneinheit, sowohl innerhalb der Luftwaffe als auch bei den Alliierten. Als Einsatzflugzeug diente die strahlgetriebene Messerschmitt Me 262. Die Umstände, die zur Aufstellung des Verbandes führten, sind zum einen vor dem Hintergrund der sich abzeichnenden Kriegsniederlage zu sehen und sind zum anderen auch geprägt durch ein tief gehendes Zerwürfnis innerhalb der Luftwaffe zwischen der obersten Führungsebene – insbesondere Göring – und einer Vielzahl von Verbandsführern bis hin zum General der Jagdflieger Adolf Galland selbst. Der JV 44 ist in zweierlei Hinsicht als einzigartig innerhalb der Luftwaffe anzusehen: Er ist in keine damals existierende Struktur einzuordnen, selbst die Bezeichnung widersprach allen bis dahin geltenden Regeln, weiterhin war die Einheit auf ausdrücklichen Befehl Görings zwingend als vollkommen selbständiger Verband zu führen, dem keinerlei Verbindung zu anderen Luftwaffeneinheiten erlaubt war.

## Geschichte

### Vorgeschichte
Im November 1944 wurde Galland, wie viele andere oberste Ränge der Luftwaffe zu einer von Göring organisierten Zusammenkunft in der Luftkriegsakademie Gatow nach Berlin beordert. Ziel war es, Wege zu finden‚ in der kürzestmöglichen Zeit die Einsatzkraft der Luftwaffe wiederherzustellen. Dieses als „Areopag“ bekannt gewordene Treffen von 40 erfahrenen Offizieren der Jäger-, Bomber-, Aufklärungs- und Schlachtfliegereinheiten verlief jedoch ohne effektive Ergebnisse. Eine Gruppe um Galland, Steinhoff, Bär und Lützow (der als Kopf fungierte) versuchte die Stellung der Jagdpiloten gegenüber den „Bomberleuten“ zu verbessern. Von der Luftwaffenführung wurde vor allem die Jagdwaffe dafür verantwortlich gemacht, dass die alliierten Bomber derart große Zerstörungen der Industrieanlagen und Städten erreichen konnten. Die Bombergruppe bestand im Wesentlichen aus Pelz, Herrmann und Ulrich Diesing. Pelz bot Göring sogar an, dass alle abkömmlichen Bomberpiloten auf Strahljagdbomber umgeschult werden können, da die Jagdpiloten dafür zu ausgelaugt seien.
Göring machte Galland persönlich für viele Versäumnisse verantwortlich und entließ ihn am 23. Januar 1945 als General der Jagdflieger. Als Nachfolger wurde der Intimfeind Gallands, Gordon Gollob ernannt. Lützow wurde als Jagdführer Oberitalien quasi ins „Exil“ geschickt. Auch andere erfahrene Jagdpiloten, im damaligen internen Sprachgebrauch auch als Experten bezeichnet, fielen bei der Luftwaffenführung in Ungnade. So erhielt Bär, seit Mitte 1944 Geschwaderkommodore des Jagdgeschwaders 3 (JG 3), am 13. Februar die Strafversetzung zu einer Schulungseinheit, als Kommandeur der III. Gruppe des Ergänzungsjagdgeschwaders 2 (III./EJG 2). Auch Steinhoff, der nach dem Tode Nowotnys am 7. November 1944 die III./JG 7 übernommen hatte, wurde schon Mitte Dezember 1944 von diesem Posten wegen angeblicher Inaktivität abgelöst und erhielt kein neues Kommando.

### Aufstellung
Galland selbst sollte nach den Vorstellungen Gollobs im Januar 1945 als Strafversetzung die 4. Staffel des Jagdgeschwaders 54 übernehmen, die Unterstützung für die eingeschlossenen deutschen Truppen im Kurland-Kessel flog. Dazu kam es jedoch nicht, da auf Intervention von Albert Speer diese Versetzung von Hitler persönlich wieder aufgehoben wurde. Galland sah seine einzige moralische Rehabilitationschance darin, wieder ein Einsatzkommando zu übernehmen, und zwar in einem Verband, der die Me 262 flog. Dies war das Flugzeug, das er bereits 1943 als Prototyp geflogen und dessen Überlegenheit über konventionelle Jagdflugzeuge er erkannt hatte. Göring übermittelte ihm Hitlers Beschluss, dass er eine Einheit in Staffelstärke aufzustellen habe, mit der er die Überlegenheit der neuartigen Technologie nachweisen solle. Die Beschaffung der Flugzeuge solle er selbst organisieren. Die Einheit solle vollständig selbstständig agieren, es gäbe keine Unterstellung unter eine Jagddivision, Luftkorps oder Luftflotte. Kontakte zu anderen Jagdeinheiten sollten nicht erfolgen. Auch die Benennung könne er selbst vornehmen, solange nicht der Name Galland darin auftauche. Galland entschied sich für Jagdverband 44. Über die Gründe wurde spekuliert, dass die Jahreszahl seiner Entlassung eine Rolle spiele und die 44 exakt die Hälfte der Bezeichnungsnummer seiner ersten Einheit der J 88, in der er im spanischen Bürgerkrieg diente, darstelle.
Als Liegeplatz für die neue Einheit sollte Brandenburg-Briest dienen, wo bereits die III./JG 7 stationiert war. Sein Plan war eine „selbstversorgende“ Einheit mit nominal 16 Jets aufzustellen, aufgeteilt auf zwei kleine Vier-Maschinen-Staffeln und einen Gruppenstab mit acht Jets. Koller, als General der Flieger, unterstützte Galland bei der Aufstellung mit Personal der 16. Staffel des Jagdgeschwaders 54, das sich gerade in der Umbenennung zur 7./JG 7 befand. Als wichtige Größe beim Aufbau wurde Johannes Steinhoff rekrutiert. Das personelle Rückgrat der Einheit bildete eine Vielzahl von erfahrenen und zum Teil hoch dekorierten Jagdfliegern, die von Galland zum Teil auch von Schuleinheiten zum JV 44 geholt wurden.
Aus Beständen der Fluglehrerschule der Luftwaffe wurden mindestens drei Siebel Si 204 beschafft, die zum Navigationstraining und zur Schulung des Fliegens mit einem zweimotorigen Flugzeug dienten. Zwischen dem 4. und 18. März 1945 wurden mit diesen Maschinen die ersten Schulungsflüge absolviert, die erste Me 262 traf am 14. März beim JV 44 ein. Am 18. März befahl Generalleutnant Kammhuber die baldmöglichste Einsatzbereitschaft mit einer Stärke von 20 Flugzeugen. Das Trainingsprogramm wurde bis weit in den März fortgeführt, wobei die Flugzeuge meistens bewaffnet waren, um gleichzeitig auch Patrouillenflüge durchführen zu können. Wegen der vielen hochdekorierten Piloten, wie Gerhard Barkhorn, Walter Krupinski, Günther Lützow und Hans-Ekkehard Bob, wurde scherzhaft innerhalb der Luftwaffe behauptet, dass bei diesem Verband „das Ritterkreuz zum Dienstanzug gehöre“. 

### Einsatz
Der Jagdverband 44 errang, trotz feindlicher Luftüberlegenheit, während seiner Einsatzzeit von elf Wochen im Luftkampf 24 Siege bei Verlust von drei Me 262 gegen die meist westalliierten Luftstreitkräfte. Die meisten Me 262 der Einheit wurden durch alliierte Angriffe am Boden zerstört. Der Jagdverband 44 verfügte nie über mehr als 12 einsatzbereite Me 262 und erreichte damit maximal die Stärke einer Jagdstaffel. Der letzte Einsatz unter Beteiligung von Generalleutnant Galland erfolgte am 26. April 1945 mit sechs Düsenjägern gegen einen alliierten schnellen Kampfverband vom Typ Marauder. Nach einer Verwundung Adolf Gallands am 26. April 1945 wurde der Verband durch Oberstleutnant Oskar-Heinrich Bär geführt. Am 3. Mai 1945 wurden die letzten Flugzeuge des Verbandes auf dem Flughafen Salzburg gesprengt und die Angehörigen des Verbandes gerieten in amerikanische Kriegsgefangenschaft.

## Ausrüstung

### Das Einsatzflugzeug

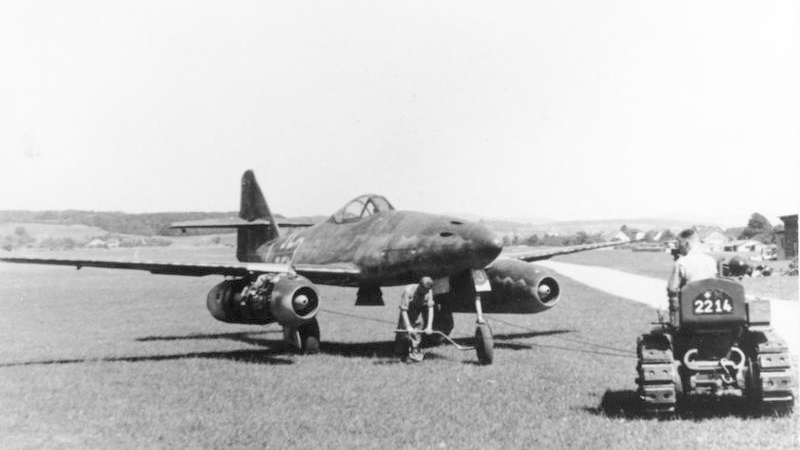
Messerschmitt 262

Im JV 44 wurde der Jäger Me 262 in verschiedenen Versionen geflogen, meist mit einer Bewaffnung von vier 30-mm-Maschinenkanonen MK 108. Jedoch war auch ein Prototyp mit einer automatischen 50-mm-Kanone MK 214 A eingesetzt. Viele der im Jagdverband 44 eingesetzten Me 262 waren zusätzlich mit R4M-Raketen ausgerüstet.

### Platzschutzschwarm

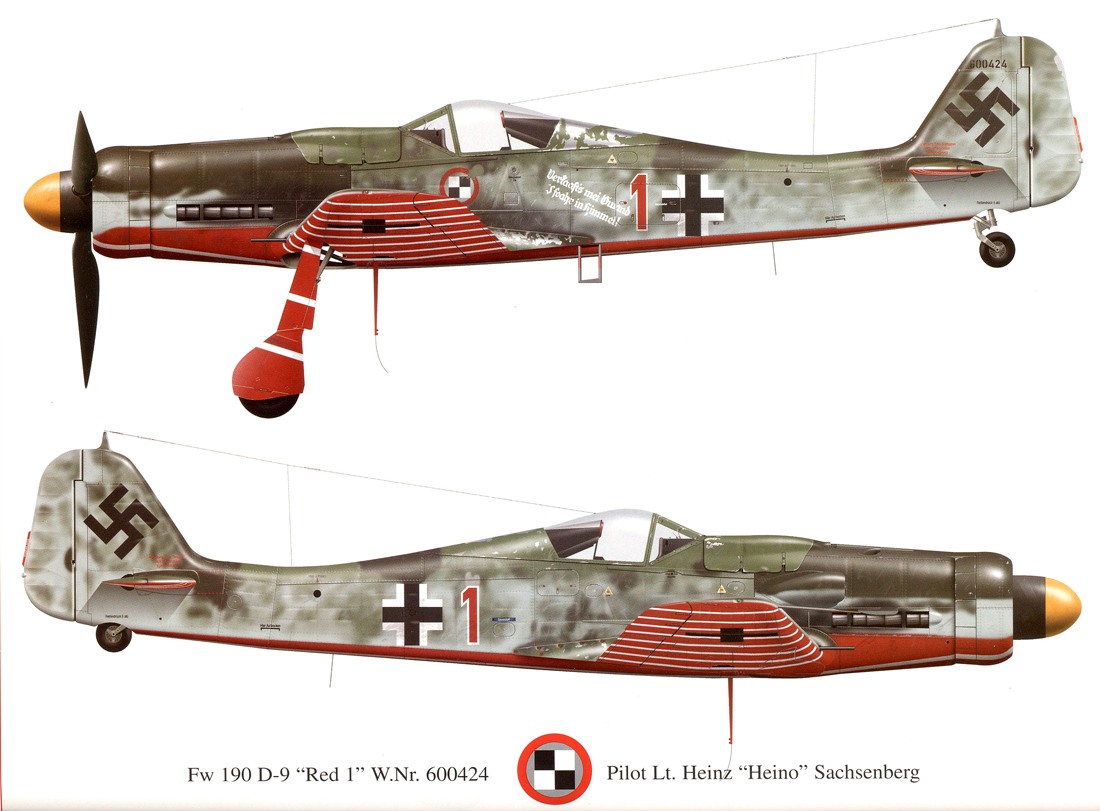
Fw 190 D-9 des Platzschutzschwarms des JV 44

Da die Me 262 beim Starten und Landen aufgrund ihrer durch die Triebwerke verursachten Behäbigkeit (die Turbinen vertrugen nur langsame Lastwechsel) verwundbar war, was die alliierten Jagdflieger schnell erkannten und ausnutzten, schuf Galland einen eigenen Jagdschutz, der mit Focke-Wulf Fw 190D-9 und D-11 ausgerüstet war. Die Maschinen operierten in Höhen bis zu 500 m. Um im Gefecht den Beschuss durch eigene Flugabwehreinheiten zu vermeiden, waren die FW 190 des Platzschutzes auf der Unterseite mit einem auffälligen Farbschema versehen („Papageienstaffeln“). Eine rote Grundlackierung mit weißen Streifen ermöglichte den Flak-Kanonieren leichter die Unterscheidung zwischen eigenen und feindlichen Flugzeugen, da mangels eigener Jäger längst grundsätzlich auf alles, was flog, gefeuert wurde. Die Einheit wurde von Leutnant Heinz Sachsenberg geführt.

### Markierungen und Tarnanstriche
Die direkt ab Werk dem Verband zugeführten Maschinen erhielten einen Sichtschutz, der dem bereits zu Kriegsbeginn verwendeten sehr ähnlich war. So wurde der Rumpf einschließlich der Seitenflächen und die Tragflächenoberseiten durchgehend Grün (RLM 83) gespritzt, die Unterseiten erhielten einen Anstrich in Grau (RLM 76). Die Maschinen trugen die Kennzeichen analog einer 1. Staffel in einem normalen Geschwader, also weiße Zahlen ohne Gruppenkennung.
Bemerkenswert ist, dass die Einsatzflugzeuge des JV 44 keine Kennzeichnung der Reichsverteidigung trugen, die bei anderen Einheiten aus einem ein- oder mehrfarbigen Band im hinteren Rumpfbereich bestand. Die aus anderen Einheiten nach deren Auflösung übernommenen Maschinen wurden nicht umgetarnt und behielten auch ihre Kennungen. Die beiden für Schulungszwecke eingesetzten Me 262 erhielten als Kennung ein rotes bzw. weißes S. 